# Šentjurc
Šentjurc je priimek več znanih Slovencev:
- Igor Šentjurc (1927—1996), novinar in pisatelj
- Lidija Šentjurc (1911—2000), revolucionarka, političarka, narodna herojinja
- Marjeta Šentjurc (*1940), fizičarka, raziskovalka
- Mira Šentjurc Čuček (1923—2014), atletinja
- Tea Šentjurc, novinarka